# Zilverpapier
Zilverpapier is de algemene benaming voor een verpakkingsmateriaal, bestaande uit een dun metalenfolie, vaak aangebracht op een drager van papier.
Hiervoor werd stanniool gebruikt, een zeer dun (soms wel tot 0,02 mm) gewalst tin. De naam is dus een verwijzing naar de zilverachtige kleur, niet naar het materiaal. Tegenwoordig is dit vrijwel geheel vervangen door het aanmerkelijk goedkopere aluminiumfolie. Het materiaal werd vroeger vooral gebruikt om chocolade en snoepgoed in te verpakken.
Inzamelen van zilverpapier gebeurde in de eerste helft van de 20e eeuw op enige schaal. Kinderen hielden zich hier voor het goede doel, met name de ondersteuning van missionarissen en de missies in Afrika, mee bezig. Het tin in het stanniool kon namelijk worden hergebruikt na versmelting. Na 1950 is dit gebruik geleidelijk verdwenen. Er is echter in België nooit bewijs aangetroffen dat dit materiaal effectief naar een fabriek voor recyclage ging.